# Leptataspis quinqueguttata
Leptataspis quinqueguttata är en insektsart som beskrevs av Jacobi 1921. Leptataspis quinqueguttata ingår i släktet Leptataspis och familjen spottstritar. Inga underarter finns listade i Catalogue of Life.